# Atletismo nos Jogos Olímpicos de Verão de 2024 - Lançamento de martelo masculino
A prova do lançamento de martelo masculino do atletismo nos Jogos Olímpicos de Verão de 2024 ocorreu em 2 e 4 de agosto de 2024 no Stade de France, em Paris. Um total de 32 atletas de 21 Comitês Olímpicos Nacionais (CON) participaram do evento.

## Qualificação
Cada Comitê Olímpico Nacional (CON) poderia inscrever no máximo três atletas qualificados em cada evento individual. Para o lançamento de martelo masculino, o período de qualificação foi entre 1 de julho de 2023 a 30 de junho de 2024.

## Formato
O lançamento de martelo consiste de duas fases (classificação e final). Na classificação houve dois grupos distintos de lançadores, com cada um tendo direito a três lançamentos para aferir uma marca.
A distância padrão na fase eliminatória foi de 77 metros, sendo que todos que ultrapassaram essa marca avançaram para a final. Um mínimo de 12 atletas precisaria avançar para a final; se menos de 12 fizessem a marca de qualificação, seriam classificados os atletas subsequentes (incluindo os empatados após o uso das regras de desempate).
Na final, cada lançador teve direito a três lançamentos iniciais; os oito primeiros lançadores ao final da terceira rodada receberam três lançamentos adicionais para um total de seis, com o melhor a contar para o resultado final.

## Calendário
Horário local (UTC+2)
| Data                | Horário | Fase          |
| ------------------- | ------- | ------------- |
| 2 de agosto de 2024 | 10:10   | Classificação |
| 4 de agosto de 2024 | 20:30   | Final         |

## Medalhistas
| Ouro   | CAN Ethan Katzberg  |
| Prata  | HUN Bence Halász    |
| Bronze | UKR Mykhaylo Kokhan |

## Recordes
Antes desta competição, os recordes mundiais e olímpicos da prova eram os seguintes:
| Tipo | Atleta          | Marca   | Local     | Data                   |
| ---- | --------------- | ------- | --------- | ---------------------- |
|      | Yuriy Sedykh    | 86,74 m | Stuttgart | 30 de agosto de 1986   |
|      | Sergey Litvinov | 84,80 m | Seul      | 26 de setembro de 1988 |

## Resultados

### Classificação
Todos os atletas que alcançarem a marca de classificação de 77,00 m (Q) ou pelo menos os 12 melhores atletas (q) avançam à final.
| Pos. | Grupo | Atleta                 | CON                | #1    | #2    | #3    | Marca | Notas                |
| ---- | ----- | ---------------------- | ------------------ | ----- | ----- | ----- | ----- | -------------------- |
| 1    | B     | Ethan Katzberg         | CAN Canadá         | x     | 79.93 |       | 79.93 | Q                    |
| 2    | A     | Rowan Hamilton         | CAN Canadá         | 76.97 | x     | 77.78 | 77.78 | Q,                   |
| 3    | A     | Mykhaylo Kokhan        | UKR Ucrânia        | x     | 77.42 |       | 77.42 | Q                    |
| 4    | B     | Rudy Winkler           | USA Estados Unidos | 77.29 |       |       | 77.29 | Q                    |
| 5    | B     | Eivind Henriksen       | NOR Noruega        | x     | 77.14 |       | 77.14 | Q,                   |
| 6    | B     | Bence Halász           | HUN Hungria        | 76.84 | 72.89 | 76.90 | 76.90 | q                    |
| 7    | A     | Yann Chaussinand       | FRA França         | x     | 75.43 | 76.86 | 76.86 | q                    |
| 8    | A     | Thomas Mardal          | NOR Noruega        | x     | 75.43 | 76.78 | 76.78 | q                    |
| 9    | B     | Paweł Fajdek           | POL Polônia        | x     | x     | 76.56 | 76.56 | q                    |
| 10   | A     | Wojciech Nowicki       | POL Polônia        | x     | 76.32 | 75.50 | 76.32 | q                    |
| 11   | B     | Christos Frantzeskakis | GRE Grécia         | 75.53 | 73.94 | 74.21 | 75.53 | q                    |
| 12   | B     | Merlin Hummel          | GER Alemanha       | 75.25 | x     | x     | 75.25 | q                    |
| 13   | B     | Adam Keenan            | CAN Canadá         | x     | 69.97 | 74.45 | 74.45 | Recorde da temporada |
| 14   | B     | Denzel Comenentia      | NED Países Baixos  | x     | 72.17 | 74.31 | 74.31 |                      |
| 15   | A     | Ragnar Carlsson        | SWE Suécia         | 72.72 | 73.96 | 73.94 | 73.96 |                      |
| 16   | B     | Volodymyr Myslyvčuk    | CZE Chéquia        | 73.84 | x     | x     | 73.84 |                      |
| 17   | A     | Matija Gregurić        | CRO Croácia        | 71.48 | 72.94 | 73.69 | 73.69 |                      |
| 18   | A     | Serghei Marghiev       | MDA Moldávia       | 73.46 | x     | 70.73 | 73.46 |                      |
| 19   | A     | Wang Qi                | CHN China          | 65.43 | 72.52 | 69.60 | 72.52 |                      |
| 20   | B     | Gabriel Kehr           | CHI Chile          | 72.28 | 72.12 | 72.31 | 72.31 |                      |
| 21   | B     | Dániel Rába            | HUN Hungria        | 71.37 | x     | 72.29 | 72.29 |                      |
| 22   | B     | Diego del Real         | MEX México         | 69.39 | 72.10 | x     | 72.10 |                      |
| 23   | B     | Joaquín Gómez          | ARG Argentina      | x     | 64.94 | 72.10 | 72.10 |                      |
| 24   | A     | Humberto Mansilla      | CHI Chile          | 71.75 | 71.83 | 70.81 | 71.83 |                      |
| 25   | A     | Donát Varga            | HUN Hungria        | 69.95 | 71.65 | 69.71 | 71.65 |                      |
| 26   | B     | Jerome Vega            | PUR Porto Rico     | 69.19 | 71.61 | 70.44 | 71.61 |                      |
| 27   | B     | Özkan Baltacı          | TUR Turquia        | x     | 71.40 | 71.24 | 71.40 |                      |
| 28   | A     | Sören Klose            | GER Alemanha       | 71.20 | x     | x     | 71.20 |                      |
| 29   | A     | Mihail Anastasakis     | GRE Grécia         | x     | 70.14 | x     | 70.14 |                      |
| 30   | A     | Mostafa El Gamel       | EGY Egito          | 68.12 | 68.65 | 70.09 | 70.09 |                      |
| 31   | A     | Patrik Hájek           | CZE Chéquia        | 67.96 | 68.45 | 68.80 | 68.80 |                      |
|      | A     | Daniel Haugh           | USA Estados Unidos | x     | x     | x     | NM    |                      |

### Final
Os atletas que alcançarem as melhores marcas após seis tentativas conquistam as medalhas.
| Pos.              | Atleta                 | CON                | #1    | #2    | #3    | #4          | #5          | #6          | Marca | Notas                |
| ----------------- | ---------------------- | ------------------ | ----- | ----- | ----- | ----------- | ----------- | ----------- | ----- | -------------------- |
| Medalha de ouro   | Ethan Katzberg         | CAN Canadá         | 84.12 | x     | 82.28 | x           | x           | x           | 84.12 |                      |
| Medalha de prata  | Bence Halász           | HUN Hungria        | 77.58 | 78.84 | 79.97 | 79.94       | 77.66       | 79.82       | 79.97 |                      |
| Medalha de bronze | Mykhaylo Kokhan        | UKR Ucrânia        | 78.54 | 79.39 | x     | 78.17       | 76.53       | 79.24       | 79.39 |                      |
| 4                 | Eivind Henriksen       | NOR Noruega        | 76.45 | 79.18 | x     | x           | 76.11       | x           | 79.18 | Recorde da temporada |
| 5                 | Paweł Fajdek           | POL Polônia        | 78.01 | 77.22 | 78.57 | 78.80       | x           | 76.64       | 78.80 |                      |
| 6                 | Rudy Winkler           | USA Estados Unidos | 77.92 | x     | x     | x           | 71.90       | x           | 77.92 |                      |
| 7                 | Wojciech Nowicki       | POL Polônia        | 77.42 | 77.28 | 76.75 | 77.03       | x           | 75.92       | 77.42 |                      |
| 8                 | Yann Chaussinand       | FRA França         | x     | x     | 77.38 | 77.15       | x           | x           | 77.38 |                      |
| 9                 | Rowan Hamilton         | CAN Canadá         | 76.59 | x     | x     | Não avançou | Não avançou | Não avançou | 76.59 |                      |
| 10                | Merlin Hummel          | GER Alemanha       | 74.85 | 76.03 | x     | Não avançou | Não avançou | Não avançou | 76.03 |                      |
| 11                | Thomas Mardal          | NOR Noruega        | 74.25 | 73.68 | x     | Não avançou | Não avançou | Não avançou | 74.25 |                      |
| 12                | Christos Frantzeskakis | GRE Grécia         | x     | 73.34 | x     | Não avançou | Não avançou | Não avançou | 73.34 |                      |

Legenda
| Recorde mundial      | Recorde mundial (World record)               |                       | Recorde africano                      | Recorde africano (African) |                                           | Q | Classificado por posição (Qualified) |
| Recorde olímpico     | Recorde olímpico (Olympic record)            | Recorde da América    | Recorde da América (Americas)         | q                          | Classificado por melhor tempo (Qualified) |   |                                      |
| Melhor marca do ano  | Melhor marca do ano (World leading)          | Recorde asiático      | Recorde asiático (Asian)              | DNS                        | Não largou (Did not start)                |   |                                      |
| Recorde nacional     | Recorde nacional (National record)           | Recorde europeu       | Recorde europeu (European)            | DNF                        | Não terminou (Did not finish)             |   |                                      |
| Recorde pessoal      | Recorde pessoal do atleta (Personal best)    | Recorde da Oceania    | Recorde da Oceania (Oceania)          | DSQ / DQ                   | Desclassificado (Disqualified)            |   |                                      |
| Recorde da temporada | Recorde da temporada do atleta (Season best) | Recorde sul-americano | Recorde sul-americano (South America) | NM                         | Sem marca (No mark)                       |   |                                      |